# María
María – gmina w Hiszpanii, w prowincji Almería, w Andaluzji, o powierzchni 225,63 km². W 2011 roku gmina liczyła 1370 mieszkańców.